# 2. bataljonen (Norge)
2. bataljon är en infanteribataljon i Norges armé och 1 av 3 manöverbataljoner i den norska arméns enda brigad, Brigade Nord. 2. bataljon som är lokaliserad till Skjolds garnison i Målselv kommun, Troms fylke, består av 4 kompanier och har cirka 160 anställda samt cirka 460 värnpliktiga.

## Organisation
Bataljonen består av följande fyra kompanier:
- Geværkompani B är ett av bataljonens skyttekompanier. Kompaniets huvuduppgift är avsutten strid och förflyttar sig till fots eller med bandvagn 206.
- Geværkompani C är ett av bataljonens skyttekompanier, löser samma uppgifter som Geværkompani B.
- Kavalerieskadronen är bataljonens spaningsskvadron som har till uppgift att inhämta information om motståndarens verksamhet vilket sker genom spaning och patruller. Skvadronen kan också användas för eldledning.
- Kampstøtteeskadronen är bataljonens stabs-, understöds- och trosskompani tillika största kompani. Kompaniet har till uppgift att stå för bataljonens ledning, samband, sjukvård och underhåll. Därutöver förfogar kompaniet över granatkastare och pansarvärnsrobotsystemet FGM-148 Javelin.